# Ібара
Ібара (яп. 井原市) — місто в Японії, у префектурі Окаяма. Населення — 38 236 осіб (1 березня 2021) . 

## Міста-побратими
- Уодзу, Японія (1982)
- Отавара, Японія (1984)